# Palmácia
Palmácia is een gemeente in de Braziliaanse deelstaat Ceará. De gemeente telt 10.838 inwoners (schatting 2009).
De gemeente grenst aan Maranguape, Guaiuba, Redenção, Pacoti en Caridade.

## Galerij

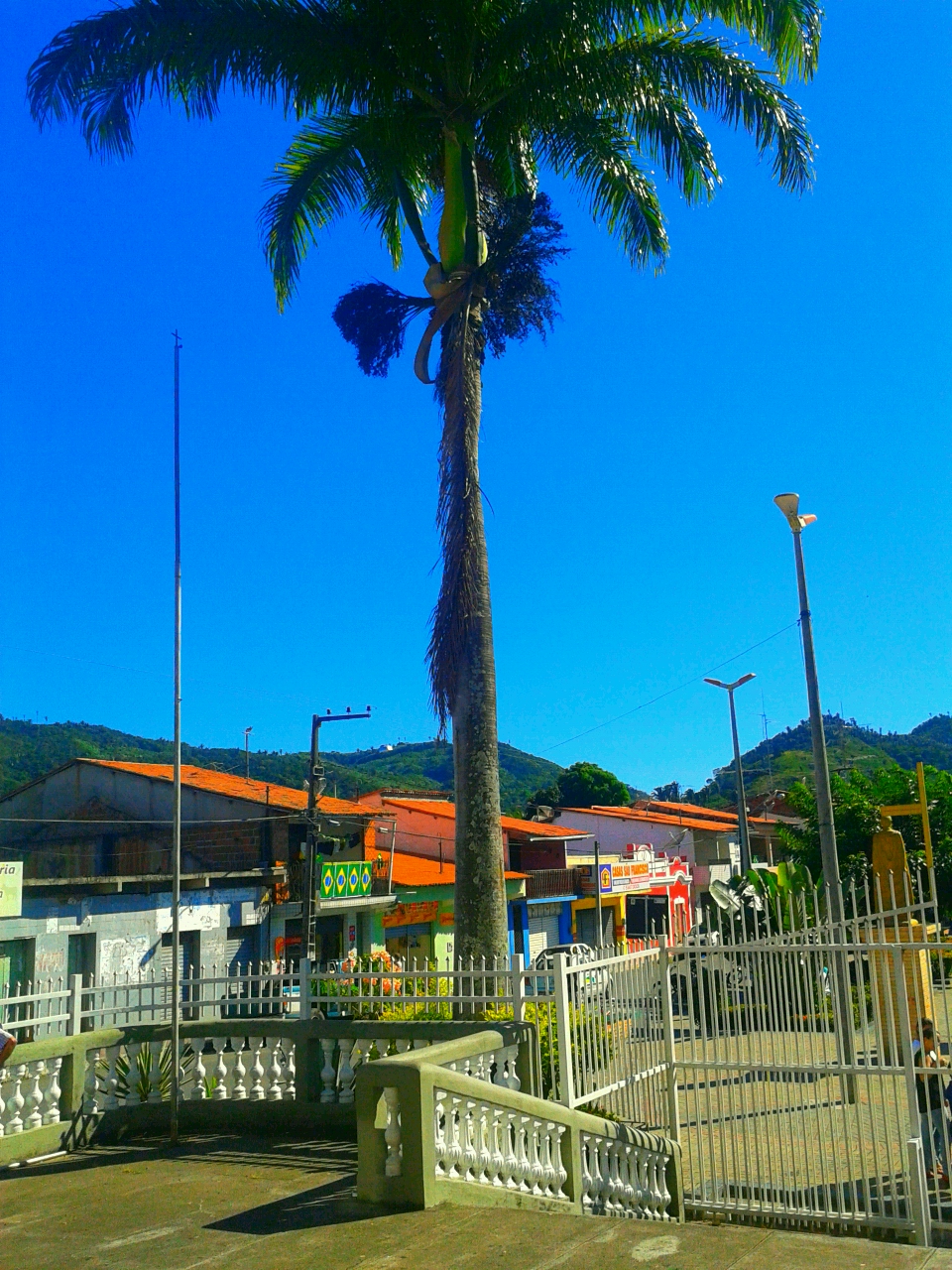
De Palm, symbool van de stad
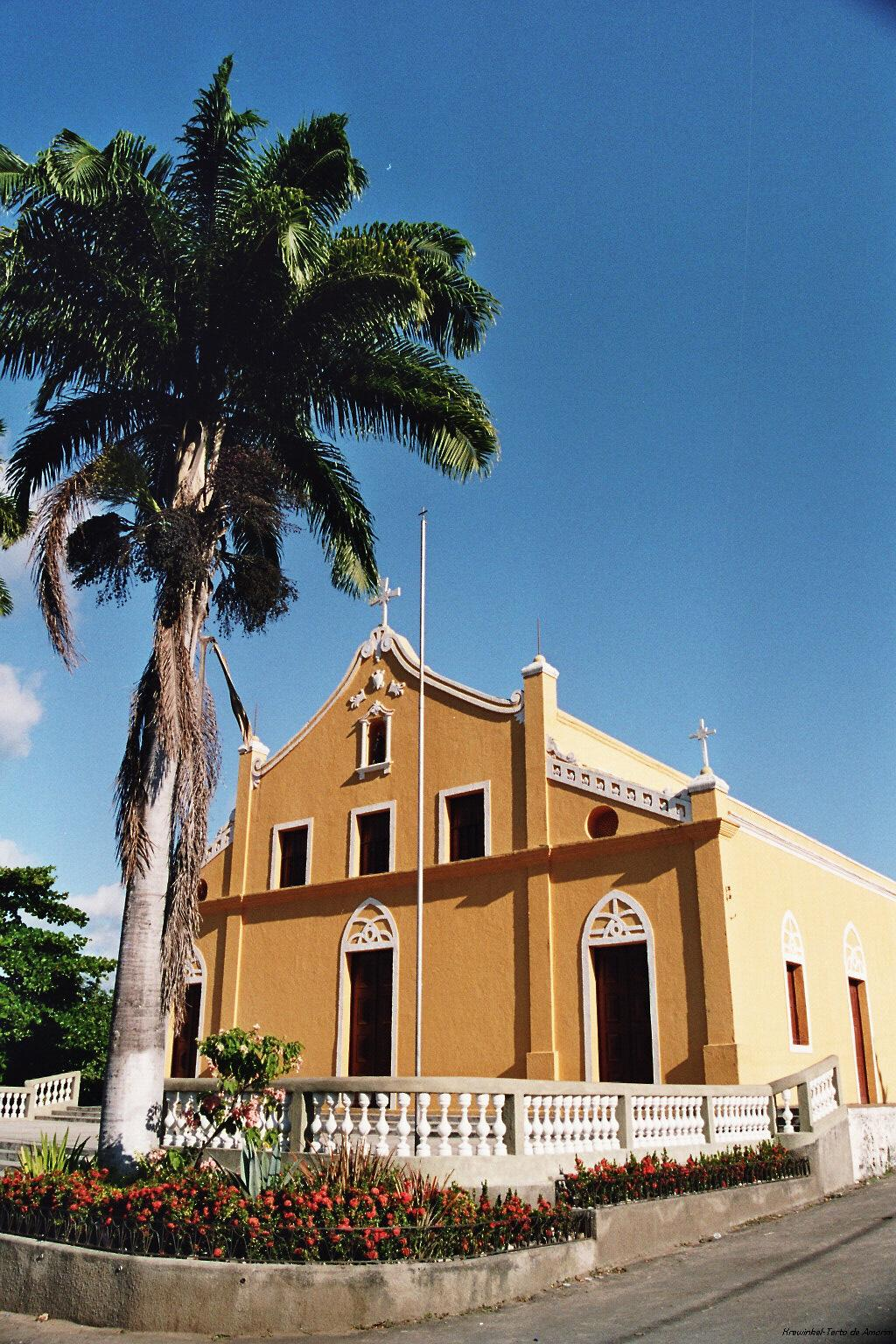
Katholieke kerk São Francisco de Assis
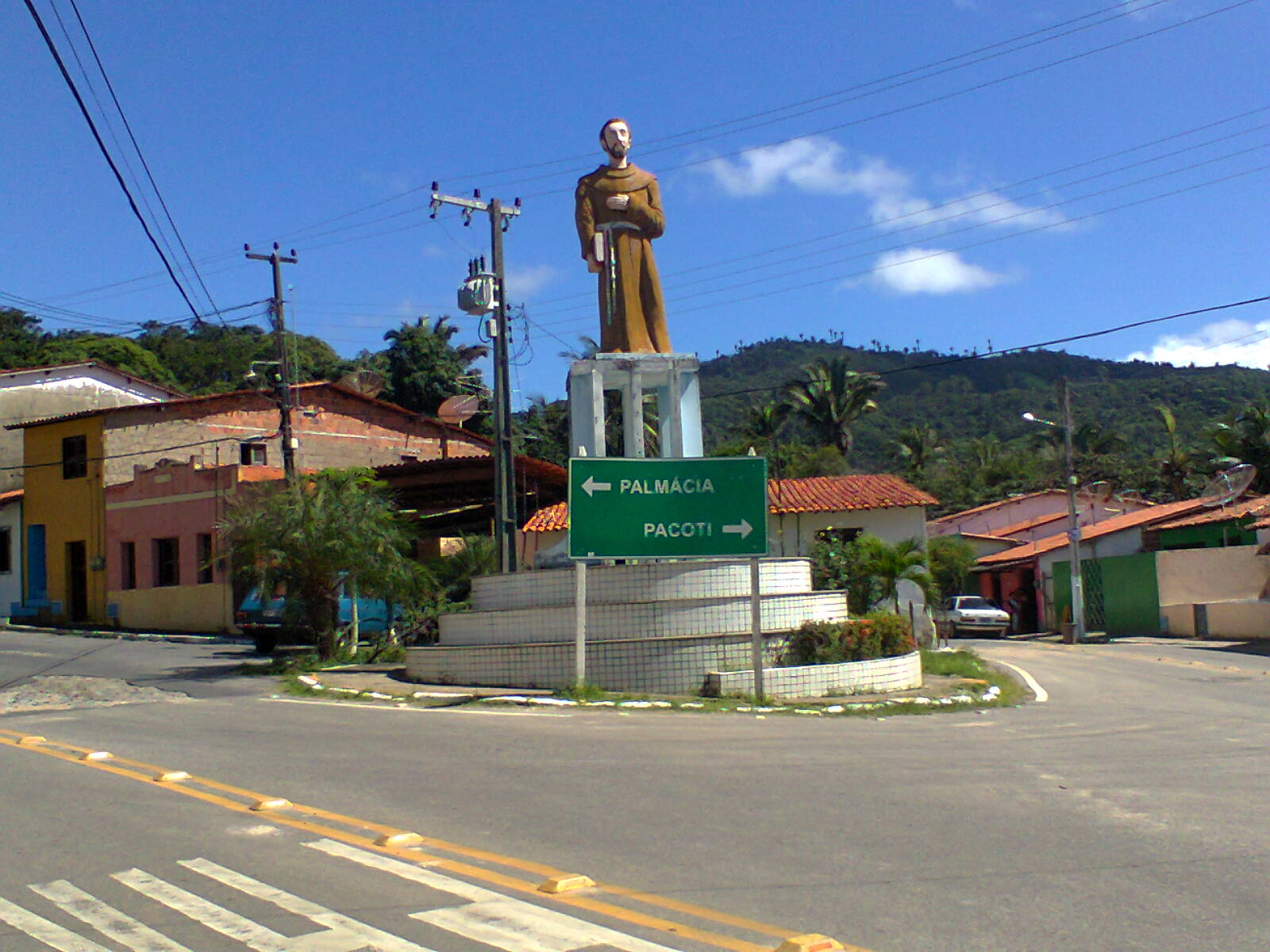
Standbeeld van São Francisco
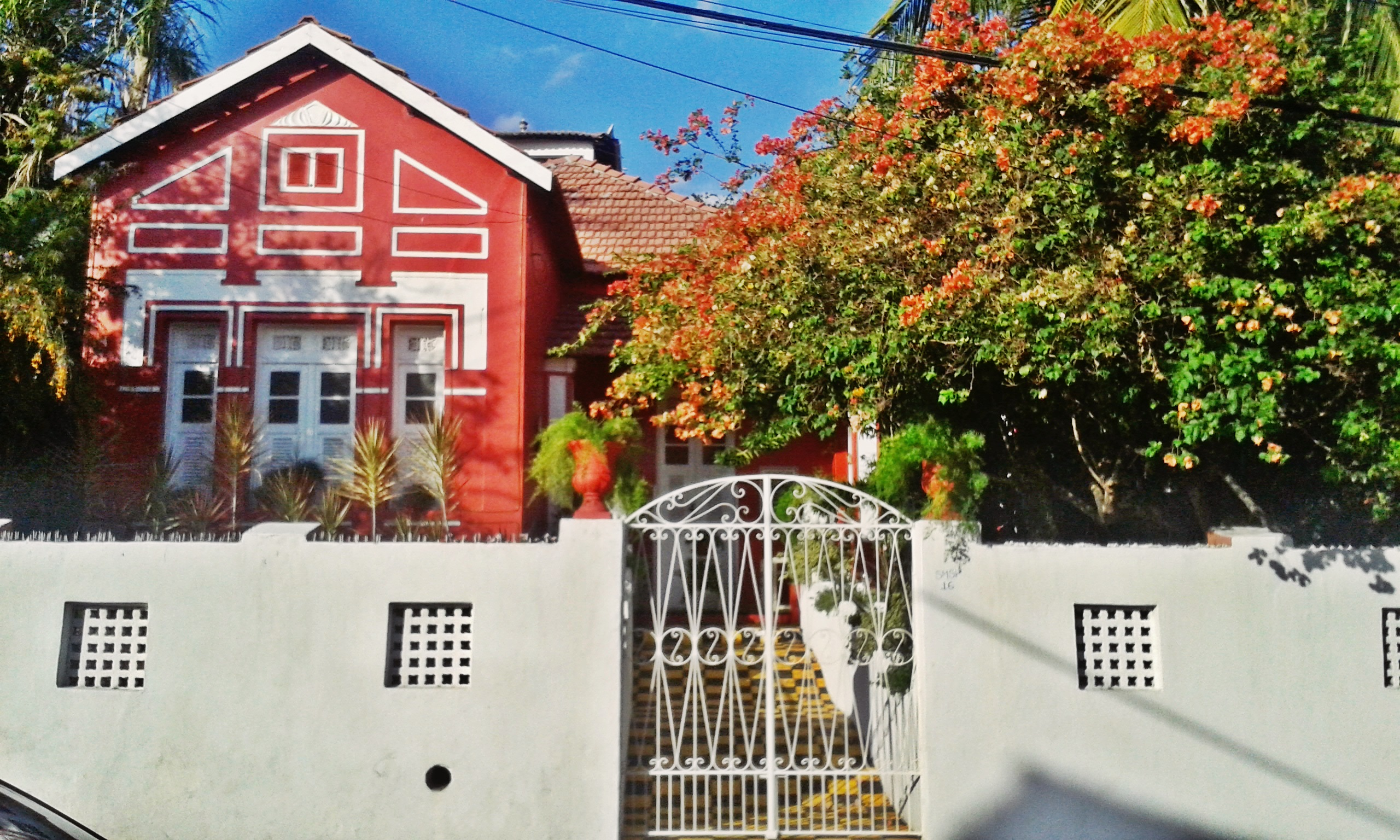
Solar dos Sampaio